# Flevohof
Flevohof est un ancien parc à thèmes néerlandais situé à Biddinghuizen, dans la province du Flevoland. Le parc ouvre le 21 mai 1971 sur les thèmes de l'agriculture et l'horticulture. Après sa fermeture au début de l'année 1991, la faillite est déclarée à la suite de résultats financiers négatifs après 21 ans d'exploitation. Le groupe Walibi en devient propriétaire. Flevohof accueille les visiteurs une dernière fois sous ce nom pour la saison 1992. Rebaptisé Walibi Flevo, il est inauguré en mai 1994. Le parc est nommé Walibi Holland depuis 2011.

## Historique

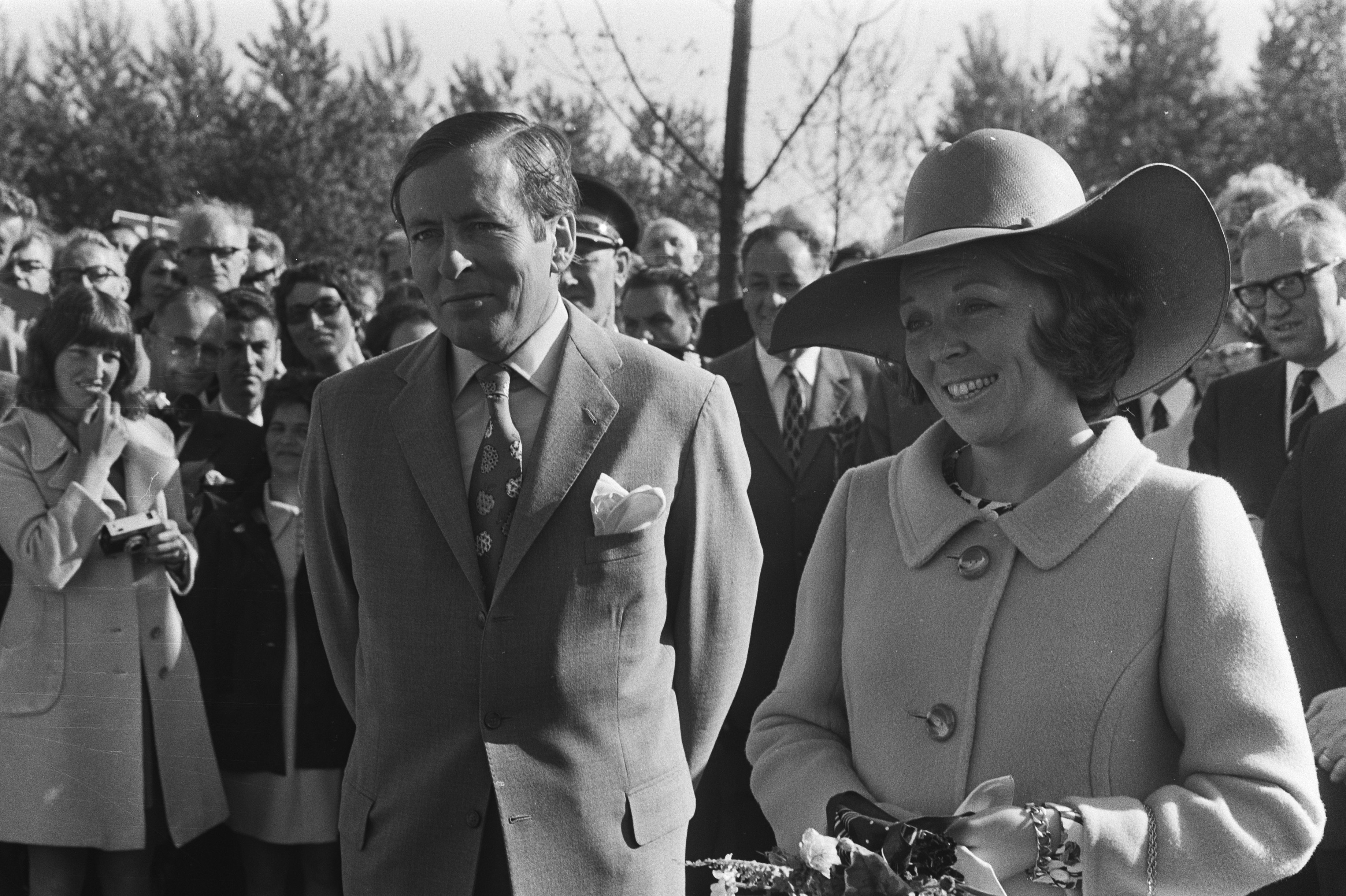
La princesse Beatrix et le prince Claus, le 21 mai 1971 dans les parcs de loisirs.

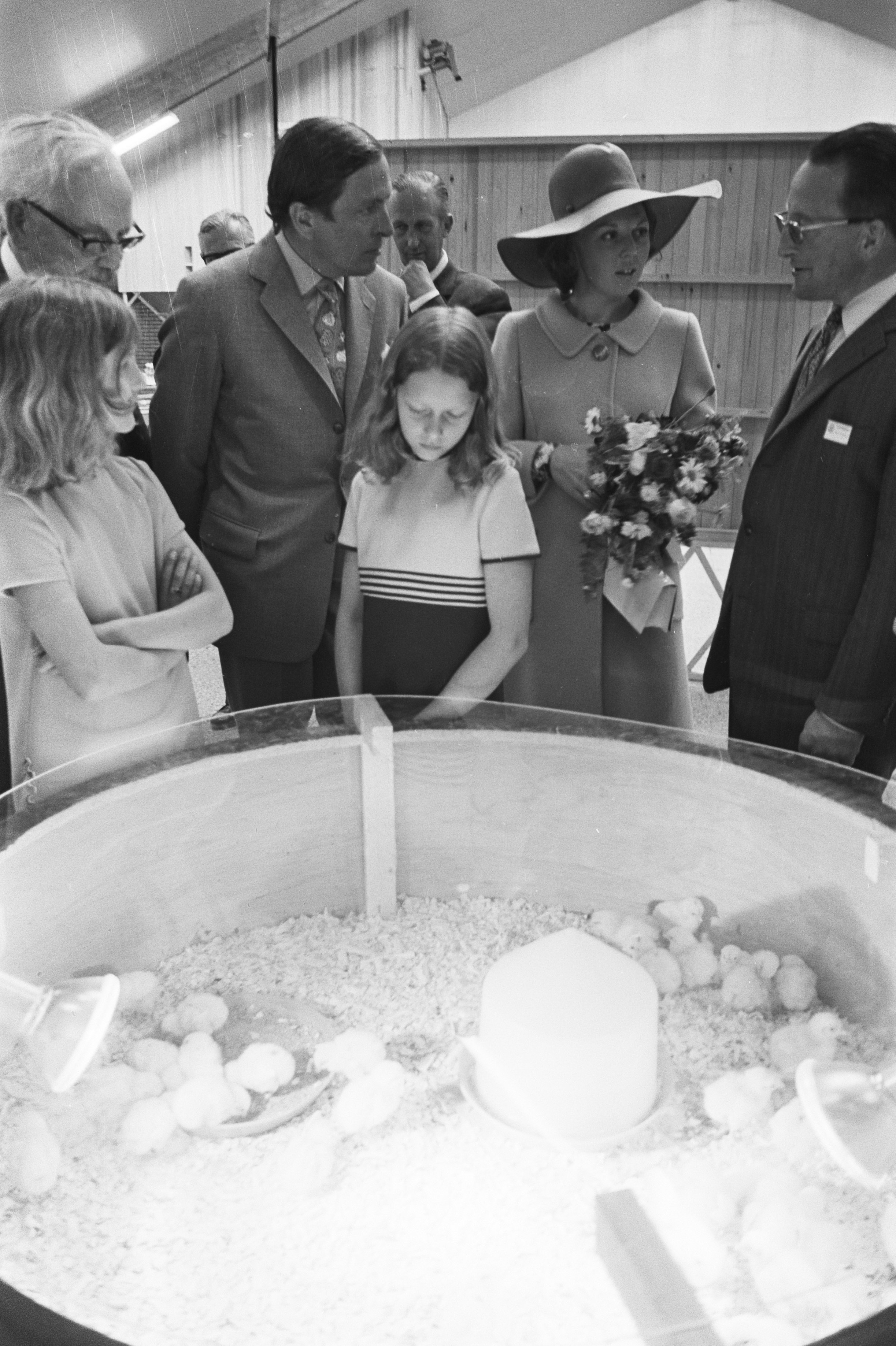
Devant un incubateur, le 21 mai 1971 dans les parcs de loisirs.

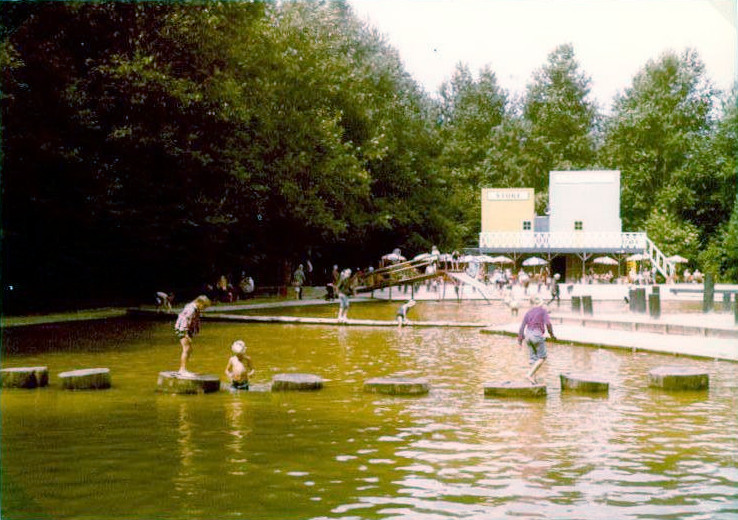
Jeux sur l'étang, 1979.

Le 21 mai 1971, la princesse Beatrix inaugure le parc à thèmes Flevohof. Plus des trois quarts du capital requis de 22,5 millions de florins ont été fournis par les organisations agricoles et la communauté des affaires agricoles. À cette époque, le parc de loisirs est essentiellement de nature éducative et axé principalement sur l'agriculture et l'horticulture. Il ne s'agit pas d'un organisme subventionné par le gouvernement. 
Les activités proposées étaient manuelles telles la poterie, la peinture, l'artisanat, la fabrication de son propre fromage et la cuisson de crêpes. Sur le site, divers points d'intérêt se visitaient comme la ferme d'élevage, la lande, le jardin romain, un jardin fantaisiste appelé le jardin des souhaits, le jardin alpin aux influences suisses, le jardin japonais avec un bonsaï en été. 
Les serres tropicales abritaient de nombreux végétaux, des tortues de Floride et des poissons tropicaux. Elles jouxtaient la serre à cactus. Les papillons volaient librement à travers les serres. Lorsque la serre a été démolie lors de la reprise par Walibi, les papillons ont été répartis dans différents zoos. Se dressaient aussi des serres de fleurs, des serres de légumes et une champignonnière.
Différents pavillons à caractère pédagogique se côtoyaient. Le premier était le pavillon principal dédié au ministère de l'Agriculture et de la Pêche. Le promeneur pouvait observer la collection de roches et de minéraux. Après celle-ci, se trouvait le pavillon laitier, pour y réaliser le fromage fermier dans la fromagerie et montrer la façon dont les vaches étaient élevées. Se succédaient le pavillon de la viande, le pavillon des céréales et le pavillon de l'horticulture. Un élevage porcin était aussi présent dans le parc à thèmes. 
La projection d'un film Holland Happening au moyen de 3 500 diapositives durait vingt-cinq minutes. La taille de l'écran était de quinze mètres. Le grand dôme sur l'eau abritant Holland Happening a longtemps été visible — à l'arrière de Xpress: Platform 13 — après la fermeture de Flevohof.
Des balançoires, des toboggans et un tracteur remorquant les visiteurs sont les premières activités ludiques.

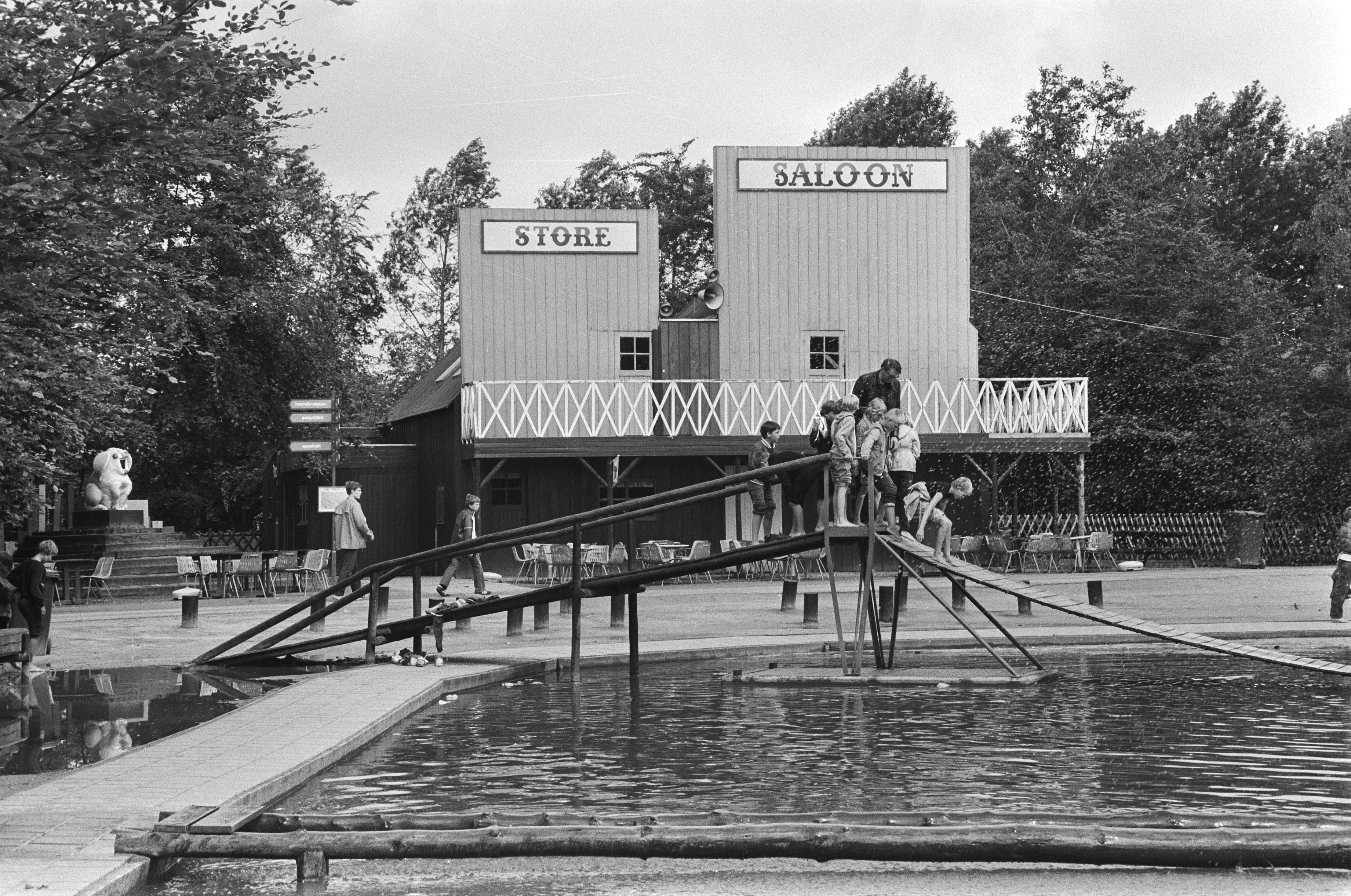
Le saloon des cowboys, 1982.

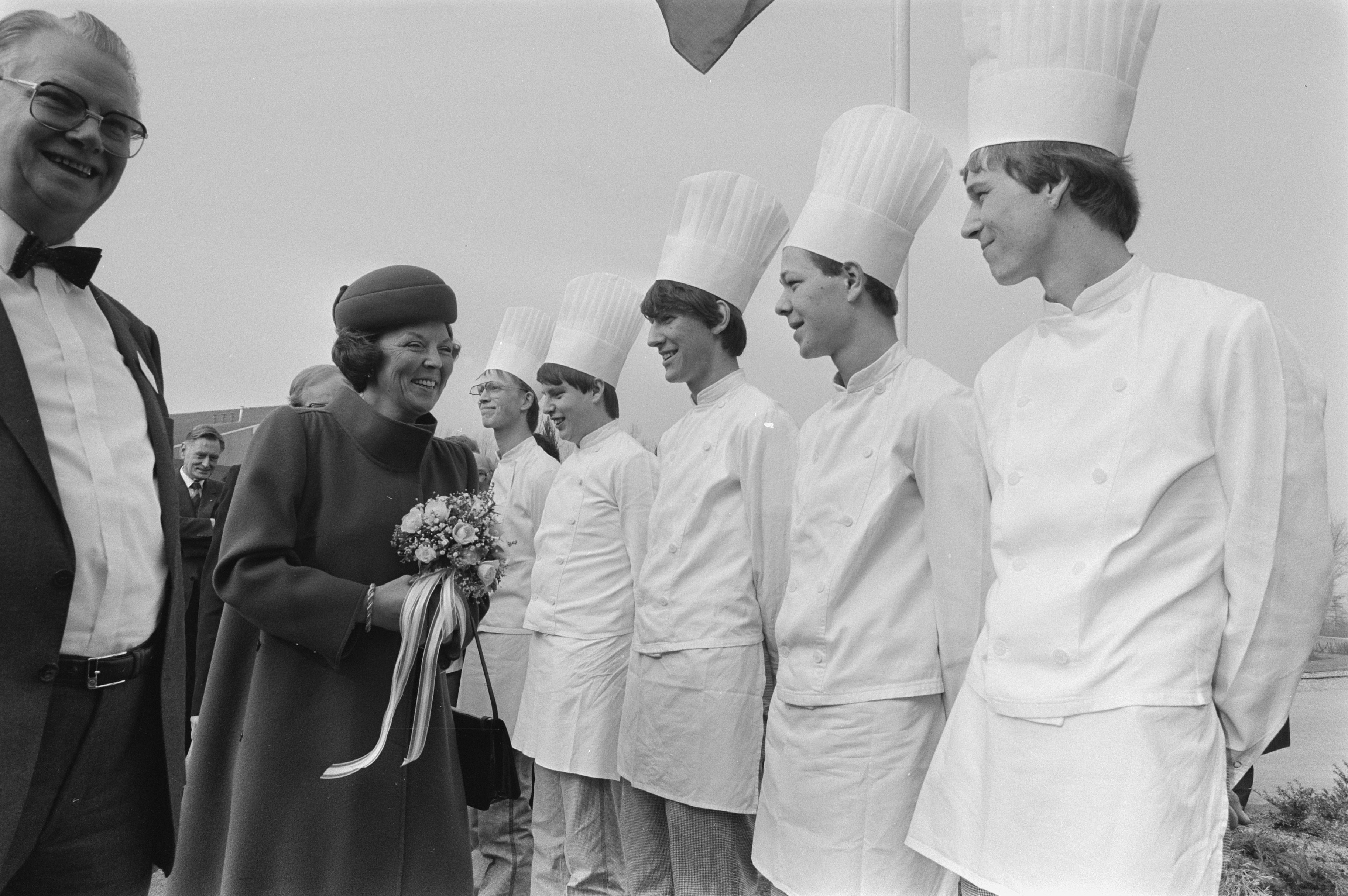
La reine Beatrix ouvre le musée de la pâtisserie, 1985.

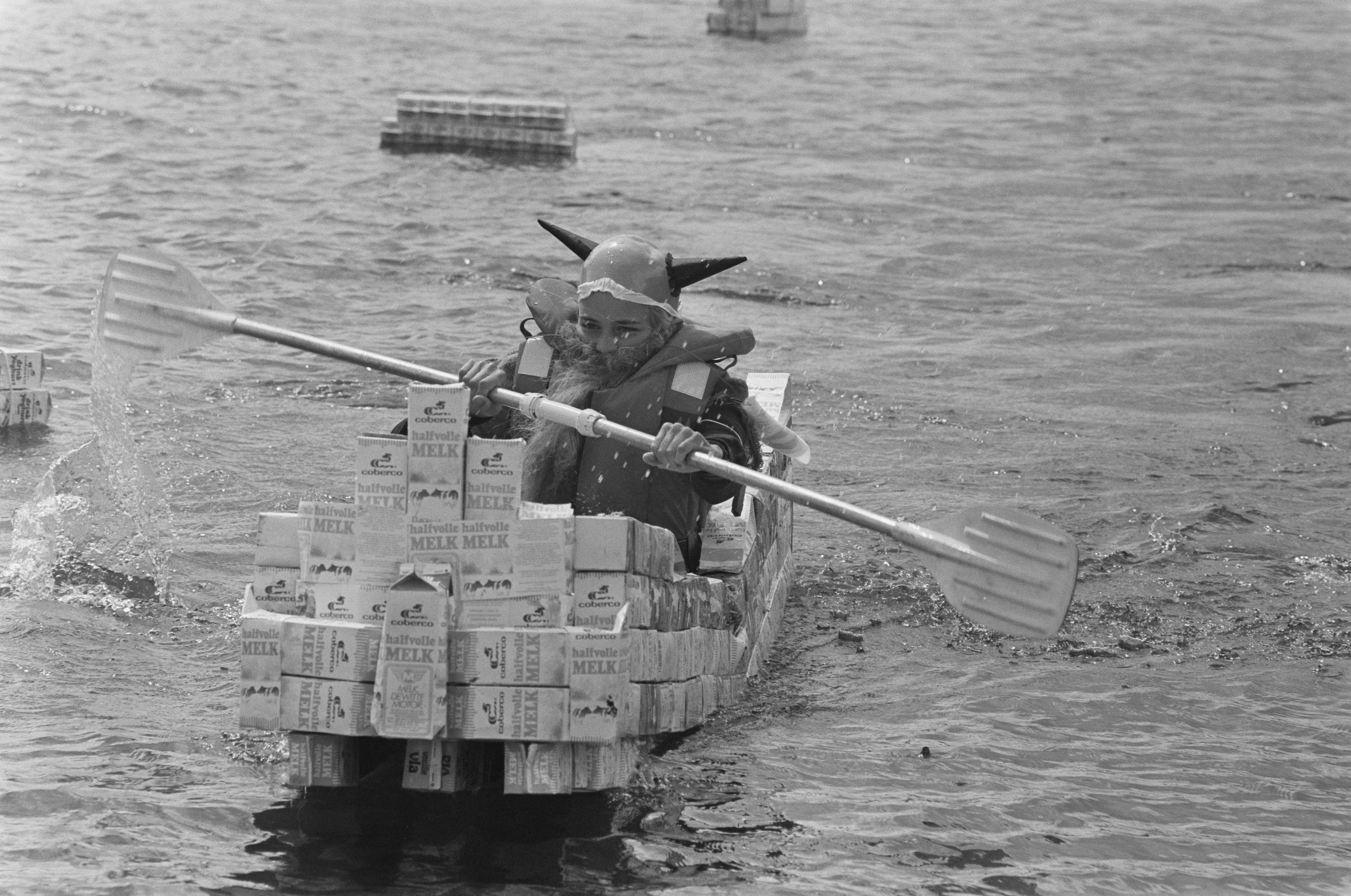
Course en Tetra Brik, 1987.

Plus tard, les oldtimers étoffèrent l'offre du parc de loisirs. Au milieu des années 1970, Flevohof se dote temporairement d'autres attractions comme le salon carrousel nommé Stoomcarrousel (comme l'exemplaire d'Efteling),,,,,,, et les montagnes russes City Jet,,,. En 1983, le parc à thèmes compte 1,15 million d'entrées.
À la fin des années 1980, Flevohof subit de plus en plus de concurrence de la part d'Efteling et d'Attractiepark Slagharen, ce qui entraîne une baisse du nombre de visiteurs passant à 750 000 et après à 125 000. Les dernières années de la décennie, le parc voit une moyenne de 300 000 personnes annuellement. Pour atteindre l'équilibre financier, il est nécessaire d'engendrer 450 000 entrées selon l'administrateur en charge de l'avenir du parc de loisirs. Flevohof ferme au début de l'année 1991 et est finalement déclaré en faillite le 1er novembre 1991. Il affiche une dette d'environ 16 millions de florins néerlandais.
Au début des années 1990, le groupe Walibi exprime son désir d’expansion et son président Eddy Meeùs apprend la situation de Flevohof en décembre 1991. Les excursions d'une journée étaient alors devenues un phénomène. Selon le Bureau néerlandais du tourisme et la CBS, entre 1990 et 1991, quelque 870 millions de voyages de loisirs sont effectués aux Pays-Bas. Cela comprenait plusieurs types d'activités de plein air. Les parcs à thèmes sont alors une destination importante pour les touristes d'un jour. Dans les parcs d'attractions néerlandais, les dépenses sont estimées à 105,28 millions €. Meeùs passe à côté de l'occasion d'acquérir le parc néerlandais en ne donnant pas de réponse au cahier des charges pour prétendre à l'achat et l'agent immobilier Voskamp d'Almelo en devient propriétaire début décembre 1991,. Voskamp est le plus offrant avec 6 millions de florins néerlandais dans la vente du curateur C. Okkerse. L'acquéreur derrière cette opération est une compagnie égyptienne. Voskamp annonce qu'il investira massivement et lance une campagne de publicité pour une ouverture à Pâques, en avril 1992.
Un mois après l'acquisition, un représentant de ce groupe démarche les dirigeants de Walibi pour la reprise de Flevohof face aux lourds investissements à y réaliser que ne soupçonnait pas la compagnie égyptienne. En février, toutes les actions de Voskamp Vastgoed Ontwikkeling — avec Flevohof comme seul bien immobilier — sont reprises par le groupe Walibi. La prise de contrôle a lieu le 28 février. Ils deviennent donc propriétaires en mars 1992 alors que le public est censé se rendre dans le parc en avril. Le temps est compté et les nombreux travaux souhaités par les dirigeants belges ne peuvent avoir lieu. Ils rapatrient quelques attractions de leurs autres parcs. Flevohof ouvre le 15 mai et accueille les visiteurs une dernière fois sous ce nom pour la saison 1992 avec sept nouveautés,. La décision d'ouvrir au public est alors amèrement regrettée, la fréquentation est décevante et les retours sont négatifs. Le site ferme le 13 septembre pour vivre enfin une intense phase de travaux d'un an et demi à hauteurs de 32 millions de florins néerlandais,,. L'entreprise belge Giant intervient pour la réalisation de quartiers thématiques et de leurs décors. La conférence de présentation à la presse se tient le 5 juillet 1993.

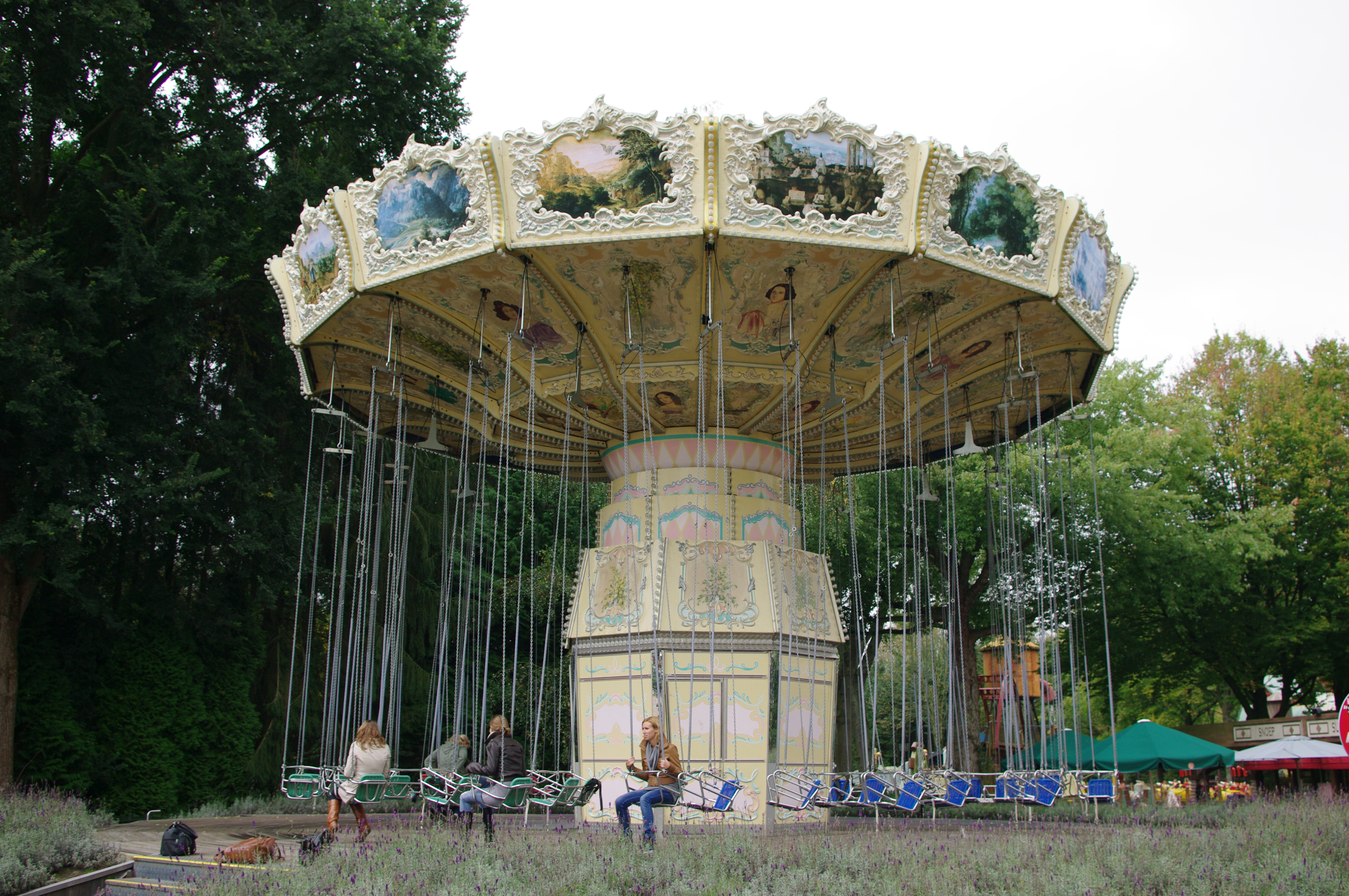
Wave Swinger, dorénavant à Walibi Holland sous le nom Super Swing.
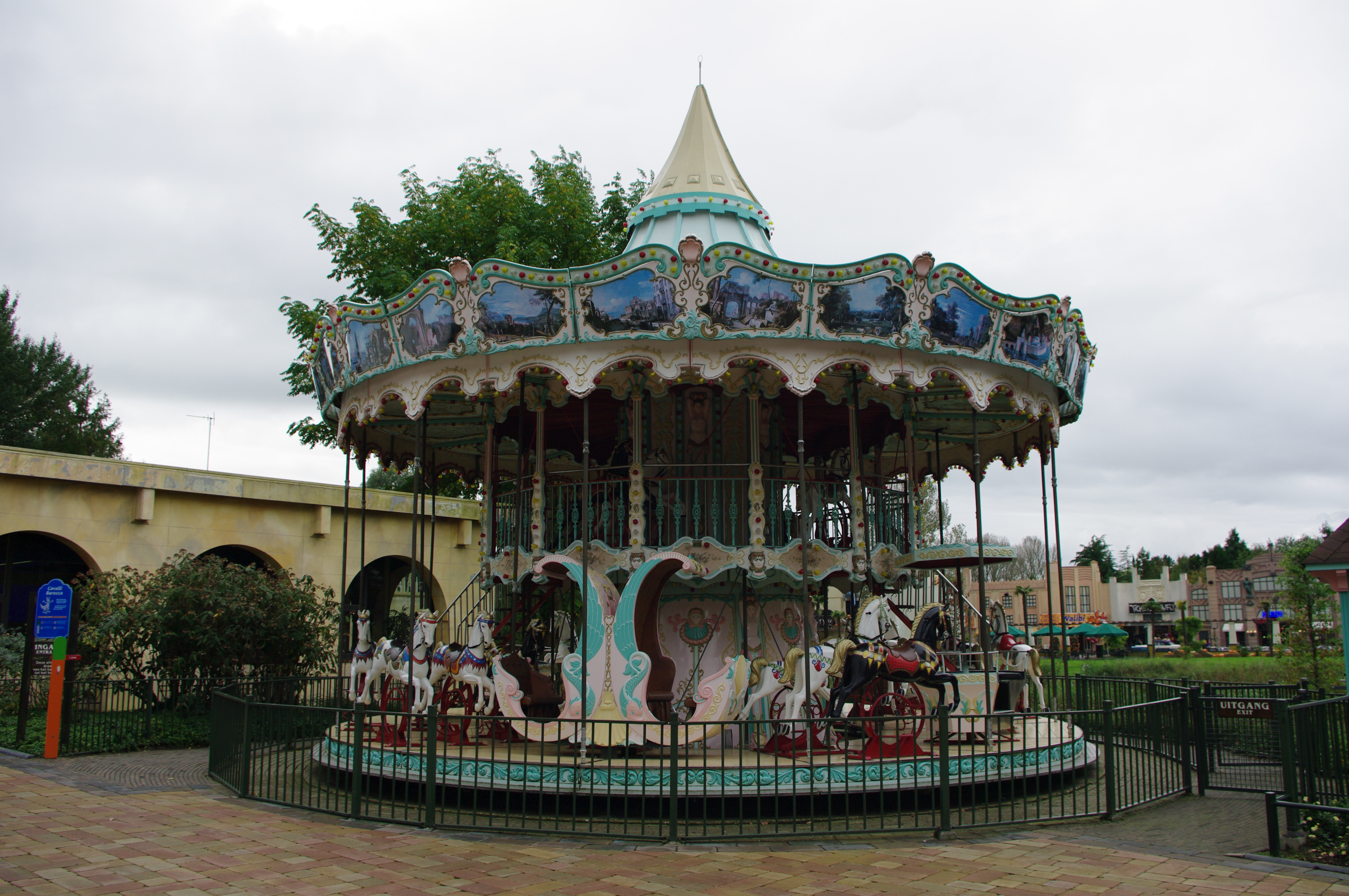
Galopant, dorénavant à Walibi Holland sous le nom Merrie Go Round.
- Parcours de Keverbaan, dorénavant à Walibi Holland sous le nom Drako.